# Alexander Häusser
Alexander Häusser (* 19. September 1960 in Reutlingen) ist ein deutscher Schriftsteller.

## Leben
Alexander Häusser ist Verfasser von Romanen, Erzählungen und Drehbüchern. Er lebt heute in Hamburg. 1998 erhielt er ein Stipendium des Künstlerhauses Edenkoben, 2004 ein Stipendium des Atelierhauses Worpswede und 2008 ein Aufenthaltsstipendium im Künstlerhaus Lauenburg. Mit dem Berliner Sänger Daniel Malheur produzierte Häusser inszenierte Lesungen seiner Romane Zeppelin und Karnstedt verschwindet.

## Werke
- Memory, Frankfurt am Main 1994
- Nicht Fisch, nicht Fleisch, Karlsruhe 1996
- Zeppelin, Frankfurt am Main 1998
- Karnstedt verschwindet, München : Knaus, 2007
- mit Gordian Maugg: Hungerwinter: Deutschlands humanitäre Katastrophe 1946/47. Berlin 2009, ISBN 978-3-548-61005-4.
- mit Gordian Maugg: Fritz Lang – Der andere in uns, 2016
- Noch alle Zeit, Pendragon, Bielefeld 2019, ISBN 978-3-86532-655-3

## Hörspiele
- 2011: mit Gordian Maugg Du und Ich und Er – Regie: Gordian Maug (Hörspiel – RBB)

## Herausgeberschaft
- Kleine Bettlektüre für eine Traumhochzeit, Frankfurt am Main 2003